# دوغانيول
دوغانيول هو قضاء في محافظة ملطية التركية. العمدة هو رجب غولبي (حزب العدالة والتنمية).

## روابط خارجية
- الموقع الرسمي (بالتركية)